# Anello degli Indipendenti
L'Anello degli Indipendenti (in tedesco Landesring der Unabhängigen, LdU, in francese Alliance des Indépendants, AdI) è stato un partito politico svizzero a ispirazione socioliberale, nata per tutelare gli interessi dei consumatori.

## Presidenti
- 1936–1962 Gottlieb Duttweiler (Zürich)
- 1962–1973 Rudolf Suter (Basel)
- 1973–1978 Claudius Alder (Basel-Country)
- 1978–1985 Walter Biel (Zürich)
- 1985–1992 Franz Jaeger (St. Gallen)
- 1992–1996 Monika Weber (Zürich)
- 1996–1998 Daniel Andres (Berne)
- 1999 Anton Schaller (Zürich)